# 馬特·安德森
马修·约翰·安德森（英語：Matthew John Anderson，1987年4月18日—）是一位美國男子排球運動員，场上位置为副攻手。他目前效力於土耳其排球聯賽球隊Ziraat Bankası Ankara（齐拉特農業银行）。他也是美國國家男子排球隊成員，代表美國參加了2012年、2016年、2020年及2024年四屆奧運會。

## 職業生涯

### 俱樂部
安德森於2008年宣布加盟韓國職業排球聯賽的天安現代資本天行者，這支球隊成為他的職業排球生涯中的首支球隊。安德森與隊友共同贏得當賽季的例行賽冠軍，但最終於季後總冠軍賽中以比分1比3落敗。自2010–2011起，安德森轉會至義大利排球聯賽的Volley Callipo，而後再轉隊至摩德納排球。2012年，安德森轉會至俄羅斯排球超級聯賽的球隊澤尼特喀山，並與球隊一同贏得聯賽的季軍，以及2012–2013賽季的CEV冠軍聯賽。在2013-14賽季，球隊獲得了俄羅斯聯賽冠軍，安德森獲選為該賽季的最有價值球員。
2014年10月29日，安德森暫停他的排球生涯，他因憂鬱症的緣故而向球隊提出終止合約的要求。同年12月26日，他宣布重返澤尼特喀山，但僅參與球隊在CEV冠軍聯賽的賽事。
2017年2月13日，安德森宣布他與澤尼特喀山完成續約。
安德森在2019–2020賽季時決定重返摩德納排球。 2022-23賽季重返俄超聯賽但效力另一球隊聖彼得堡澤尼特排球。 
其後2023-24賽季首次加盟土超聯賽，效力Ziraat Bankası Ankara（齐拉特银行）。

### 國家隊
2013年9月，包括安德森在內的美國國家男子排球隊贏得了北美、中美和加勒比男子排球锦标赛的冠軍。2014年7月20日，他與球隊贏得了該年度的世界排球聯賽冠軍。他連續參與三屆世界盃排球賽(2015，2019，2023)，並獲得兩次冠軍及一次季軍。他曾經代表美國國家隊四度征戰奧運會，其中在2016年里約奧運會，安德森與球隊奪得銅牌，是他首枚奧運獎牌。其後在2024年巴黎奧運會再奪一面銅牌。

## 體育成就

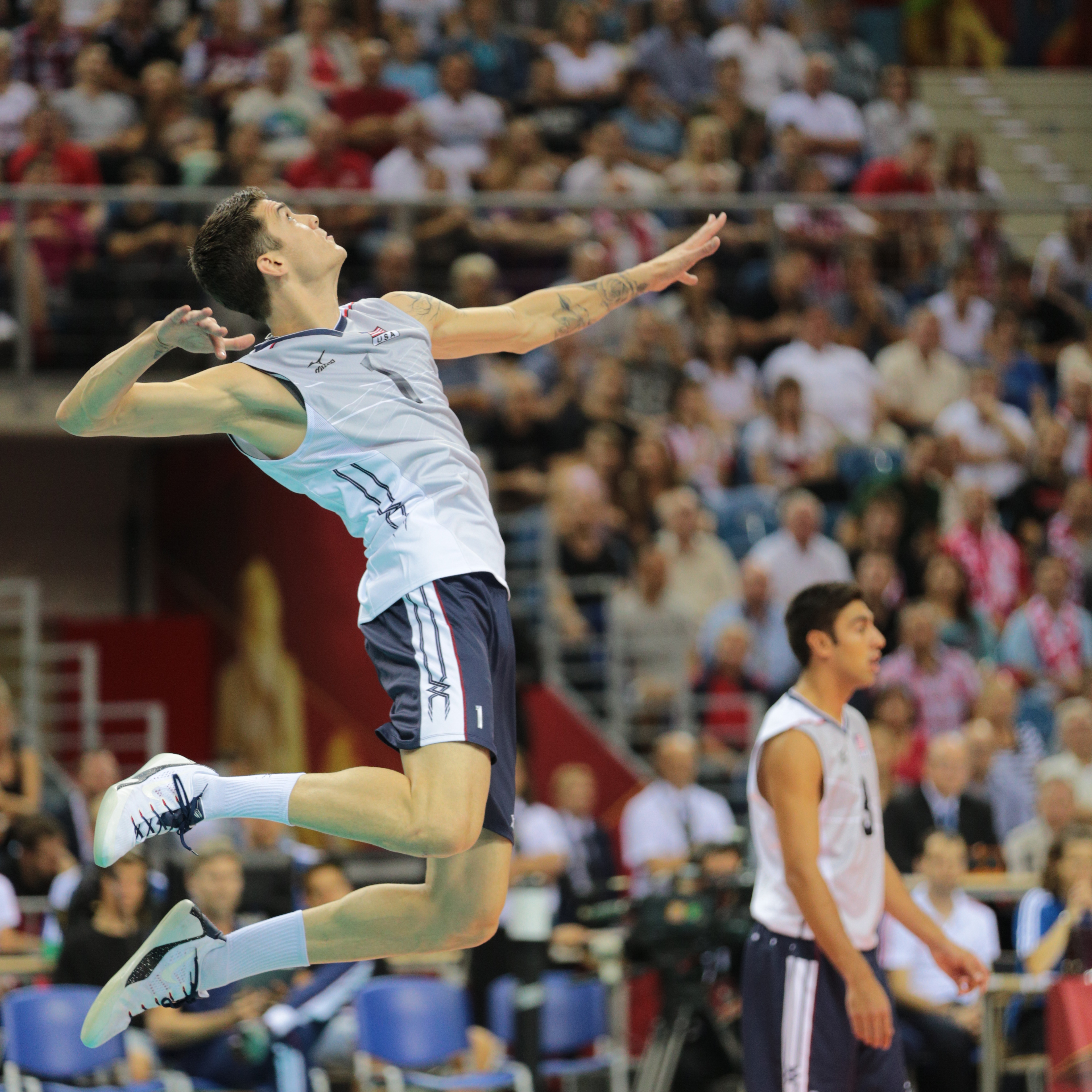
馬特·安德森

### 俱樂部
- CEV冠軍聯賽
  -  2014/2015 – 與澤尼特喀山
  -  2015/2016 – 與澤尼特喀山
  -  2016/2017 – 與澤尼特喀山
  -  2017/2018 – 與澤尼特喀山
  -  2018/2019 – 與澤尼特喀山

- 世界男排俱樂部錦標賽
  -  貝廷 2015 – 與澤尼特喀山
  -  貝廷 2016 – 與澤尼特喀山
  -  波蘭 2017 – 與澤尼特喀山

- 國內聯賽
  - 2008/2009  V聯賽，與天安現代資本天行者（英语：Cheonan Hyundai Capital Skywalkers）
  - 2012/2013  俄羅斯排球超級盃，與澤尼特喀山
  - 2013/2014  俄羅斯排球超級聯賽，與澤尼特喀山
  - 2014/2015  俄羅斯排球盃，與澤尼特喀山
  - 2014/2015  俄羅斯排球超級聯賽，與澤尼特喀山
  - 2015/2016  俄羅斯排球超級盃，與澤尼特喀山
  - 2015/2016  俄羅斯排球盃，與澤尼特喀山
  - 2015/2016  俄羅斯排球超級聯賽，與澤尼特喀山
  - 2016/2017  俄羅斯排球超級盃，與澤尼特喀山
  - 2016/2017  俄羅斯排球盃，與澤尼特喀山
  - 2016/2017  俄羅斯排球超級聯賽，與澤尼特喀山
  - 2017/2018  俄羅斯排球超級盃，與澤尼特喀山
  - 2017/2018  俄羅斯排球盃，與澤尼特喀山
  - 2017/2018  俄羅斯排球超級聯賽，與澤尼特喀山
  - 2018/2019  俄羅斯排球超級盃，與澤尼特喀山
  - 2018/2019  俄羅斯排球盃，與澤尼特喀山
  - 2021/2022  義大利盃，與佩魯賈排球

### 個人獎項
- 2007： AVCA Second-Team All-American
- 2008： AVCA First-Team All-American
- 2008： AVCA Co-National年度球員
- 2008： MIVA – All–Championship Team
- 2008： NCAA National Championship – 最傑出球員
- 2012： 美國排球協會年度球員
- 2013： 美國排球協會年度球員
- 2013： 中北美洲和加勒比地區排球聯賽 – 最有價值球員
- 2013： 中北美洲和加勒比地區排球聯賽 – 最佳副攻手
- 2014： 俄羅斯排球超級聯賽 – 最有價值球員
- 2014： 美國排球協會年度球員
- 2015： 世界盃排球賽 – 最有價值球員
- 2015： 美國排球協會年度球員
- 2017： 世界大冠軍盃排球賽 – 最佳副攻手
- 2018： 男子排球國家聯賽 – 最佳副攻手
- 2018： 世界男子排球錦標賽 – 最佳副攻手
- 2019： 男子排球國家聯賽 – 最佳副攻手
- 2019： 男子排球國家聯賽 – 最有價值球員

## 個人生活
安德森於2020年與食品造型師兼攝影師傑基·吉勒姆(Jackie Gillum)結婚。他們有兩個孩子，一個名叫麥可詹姆斯的兒子和一個名叫維吉尼亞瓊的女兒，和家人住在印第安納州宰恩斯維爾 。

## 外部連結
- 選手資料 （页面存档备份，存于）TeamUSA.org （英語）
- 選手資料 （页面存档备份，存于）LegaVolley.it （義大利語）
- 選手資料 （页面存档备份，存于）Volleybox.net （英語）
- Highlights （页面存档备份，存于）（影片）

| 獎項                       | 獎項                                  | 獎項                                    |
| -------------------------- | ------------------------------------- | --------------------------------------- |
| 前任： 馬克西姆·米哈伊洛夫 | 世界盃排球賽 最有價值球員 2015        | 繼任： Alan Souza                       |
| 前任： Wallace de Souza    | 世界大冠軍盃排球賽 最佳副攻手 2017    | 繼任： 現任                             |
| 前任： 未頒發              | 男子排球國家聯賽 最佳副攻手 2018 2019 | 繼任： Wallace de Souza 巴爾托斯·庫雷克 |
| 前任： 馬里烏斯·沃拉茲里   | 世界男子排球錦標賽 最佳副攻手 2018    | 繼任： 巴爾托斯·庫雷克                  |
| 前任： 馬克西姆·米哈伊洛夫 | 男子排球國家聯賽 最有價值球員 2019    | 繼任： Wallace de Souza 巴爾托斯·庫雷克 |